# Силезская письменность
Силе́зская пи́сьменность — варианты письменности с основой на латинской графике, применяемые для записи силезского языка/диалекта. В условиях отсутствия общепринятой письменной стандартной нормы и организации, ответственной за регулирование языковых норм, силезская письменность представляет собой несколько конкурирующих между собой орфографических систем, используемых в различных силезских сообществах и/или регионах.
В настоящее время наибольшее распространение среди всех вариантов силезской орфографии получило так называемое азбучное письмо (сил. ślabikŏrzowy szrajbōnek). Данная система правописания была разработана по итогам состоявшейся в 2009 году встречи представителей Движения за автономию Силезии, Верхнесилезского Союза, Союза лиц силезской национальности, Общества Danga и других политических и культурно-просветительских организаций Верхней Силезии. На этой встрече была принята совместная декларация о создании единых орфографических правил силезского языка. Инициатором создания новой системы письма выступило Общество культивирования и продвижения силезской речи Pro Loquela Silesiana. Активное участие в работе над силезской орфографией принимала профессор Силезского университета в Катовице И. Тамбор.

## История
Попытки создания письменности для силезского диалекта неоднократно предпринимались в прошлом. Одним из наиболее известных опытов такого рода является письменность, разработанная в 1930-х годах силезским языковедом Ф. Штойером. Между тем ни одна из предложенных ранее систем записи силезского диалекта не получила широкого распространения. Причиной этому была функциональная ограниченность силезского идиома. На части территории Силезии, на которой сохранились до нашего времени исконные славянские говоры, на протяжении нескольких столетий в качестве письменного языка использовался немецкий язык (c середины XX века письменным языком на большей части Верхней Силезии стал польский язык и в крайне южных силезских районах — чешский). Силезский диалект при этом всегда был разговорным идиомом, использовавшимся в основном в бытовом общении. Во всех прочих сферах силезский диалект применялся очень ограниченно: изредка его использовали при общении в официальных учреждениях, спорадически на нём создавались произведения художественной литературы. Тем не менее, в сравнении с остальными польскими диалектами позиции силезского были более сильными, так как силезский диалект длительное время развивался вне сферы влияния стандартного польского языка и был единственным представителем родной речи в иноязычном немецком окружении.
С 1950-х по 1980-е годы в Силезии наблюдались становление общепольской идентичности (общечешской — в чешской части Силезии) и снижение престижа силезского диалекта, который всё реже передавали от старшего поколения к младшему и который постепенно становился языком фольклора и элементом локального колорита. Ситуация изменилась на рубеже XX—XXI веков, когда произошёл мощный всплеск интереса к силезскому диалекту. Он был связан с появившимися в конце 1980-х годов в Польше и Чехии условиями свободы выражения политических взглядов, благодаря которым стало набирать силу движение за автономию Силезии и сопутствующий ему процесс формирования силезской этнической идентичности. Обращение к родному языку стало важнейшей составляющей движения силезского регионализма. Оно выразилось в требованиях повышения статуса силезского идиома до самостоятельного языка, расширения сферы его использования и кодификации его единых норм. Одновременно с этим у сторонников силезского национального движения появилась возможность издавать на родном языке печатную периодику и литературу, а также создавать интернет-сайты и вести переписку с помощью мобильных устройств, чему способствовали доступность типографских услуг и развитие новых коммуникационных технологий. Вопрос создания письменности для силезского диалекта в этот период стал актуальным как никогда ранее.
По словам декана факультета полонистики Варшавского университета профессора З. Греня, создание силезской системы письма стало в числе прочего важнейшей частью процесса по созданию атрибутов силезской идентичности, поскольку собственная письменность даёт дополнительный аргумент для признания диалекта самостоятельным языком (в то время как статус диалекта общенационального языка ограничивает этническую идентичность его носителей до региональной или локальной). Вследствие этого задача создания силезской орфографической системы оказалась для сторонников политической и культурной автономии Силезии первоочередной. Её решение в условиях отсутствия полноценного единства среди силезских автономистов происходило стихийно. Различные группы носителей силезского диалекта, главным образом, активные интернет-пользователи стали предлагать свои варианты орфографических систем, в рамках которых предполагалось создавать текстовый корпус силезского языка и постепенно вырабатывать подобие единых языковых норм. При этом не все из предложенных систем письма, по мнению З. Греня, оказались удачными, поскольку изначально проблематикой, для работы над которой нужны определённые лингвистические знания и опыт, занимались в основном неспециалисты. Кроме этого, создание тех или иных систем письма осложнялось тем, что они должны были подходить для всех силезских регионов, так как единственной формой бытования силезского диалекта в настоящее время являются разнообразные группы говоров со значительными региональными диалектными различиями.

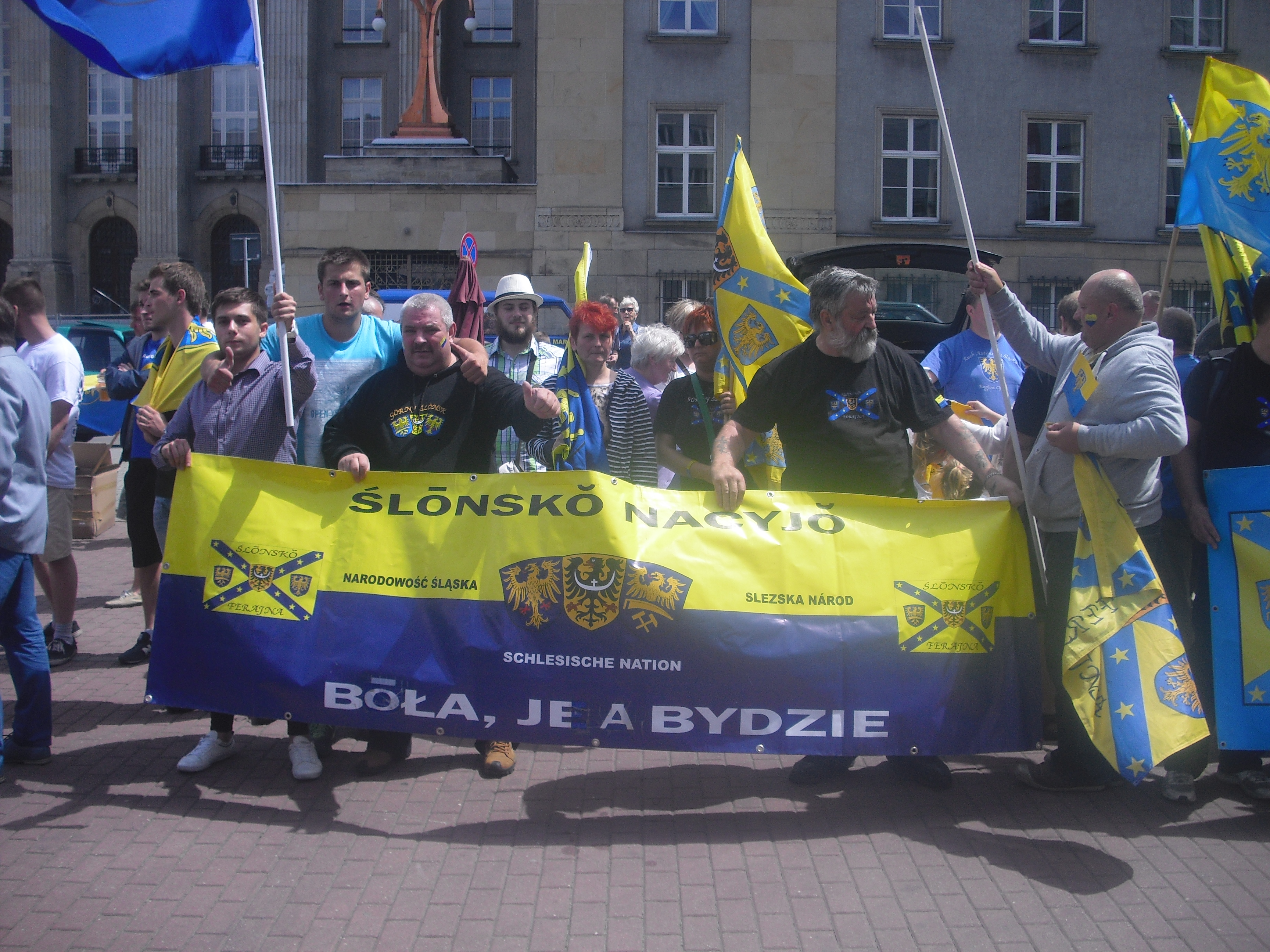
Баннер на улицах Катовице во время 8-го Марша Автономии (2014) с надписью в орфографии Pro Loquela Silesiana «Ślōnskŏ nacyjŏ bōła, je a bydzie»

К середине 2010-х годов для записи силезского идиома использовалось уже более десятка вариантов и способов письма, получивших относительно широкое распространение (так, например, 10 типов письма было зафиксировано при проведении Общепольского диктанта силезского языка в 2006 году). Между тем отсутствие единой орфографии остаётся одним из препятствий для законодательного признания силезского региональным языком, статус которого даёт возможность решить проблемы финансирования проектов по развитию силезского идиома и позволяет вводить уроки силезского в школьную программу. Кроме этого, единая орфография в условиях постоянно снижающегося числа говорящих на силезском важна для создания словарей, учебных пособий и других печатных и электронных изданий, понятных для лиц, незнакомых с силезским языком. Для преодоления указанных сложностей в развитии силезского языка в 2007 году общественными деятелями Верхней Силезии было сформировано Общество культивирования и продвижения силезской речи Pro Loquela Silesiana. По инициативе этого Общества 6 марта 2009 года в Цешине состоялась конференция «Śląska mowa jako język regionalny — po co, jak i kiedy?» («Силезский как язык региональный — зачем, как и когда?»). На ней присутствовали представители различных политических движений и культурно-просветительских организаций из разных регионов Верхней Силезии. На встрече были приняты принципы единой силезской орфографии. Новый алфавит и нормы правописания, предназначенные для носителей всех силезских говоров вне зависимости от их диалектных особенностей, были представлены и приняты на следующей конференции в Цешине 10 августа 2009 года. В этом же году в новой орфографии была издана первая книга — Spiwajuco piaść О. Лысогорского. В следующем, 2010 году был издан Gōrnoślōnski Ślabikŏrz («Верхнесилезский букварь»). За ним последовало издание книг из серии Canon Silesiae — Ślōnskŏ Bibliŏtyka (издательство Silesia Progress), включивший как переводную, так и оригинальную поэзию и прозу (Listy z Rzymu; Prōmytojs przibity; Dante i inksi. Poezyjŏ w tumaczyniach Mirosława Syniawy и другие книги). C 2010 года орфографию Pro Loquela Silesiana стали применять на сайтах различных силезских организаций и движений, а также для написания статей в Силезской Википедии. С 2012 года новая орфография используется при создании видеоигр (первой игрой стала Euro Truck Simulator 2), с 2013 года — для создания титров к фильмам (первый из них — Звёздные войны. Эпизод IV: Новая надежда). С 2015 года силезский в новой орфографии применяется в качестве языка системы в мобильных телефонах компании Samsung, а также используется как один из языков социальной сети Facebook

## Варианты систем письма
Варианты предложенных в конце XX — начале XXI века систем силезского письма во многом зависят от политического и языкового выбора их разработчиков и пользователей. Так, сторонники самостоятельности силезского этноса и силезского языка предлагают орфографические системы, не схожие ни с польской, ни с чешской системами письма. Среди них различают два типа создателей вариантов силезской орфографии. Одни в качестве основы используют одновременно польскую и чешскую системы письма, но стремятся по возможности совместить в своей орфографии элементы польской и чешской графики в равной степени (чтобы избежать сильного сходства с одной из них). Другие пытаются уйти как можно дальше от традиционных систем правописания и поляков, и чехов. В любом случае орфографии подобного типа являются одной из форм выражения этнической, языковой и политической самостоятельности силезцев. Чаще всего системы письма силезских автономистов представляют собой один из начальных шагов по формированию силезского литературного языка (следом за которым намечается создание грамматики и составление словарей).
З. Грень называет «достаточно успешными» проекты орфографий, которые базируются на польской и чешской орфографических традициях и выполнены с определённой долей компетентности в языковедении. В таких системах письма каждый звук передаётся в основном монографами, при этом, как правило, используются чешские графемы с диакритикой: č вместо польского диграфа cz, š — вместо sz и т. д. (сохраняется только диграф ch). Для того чтобы уйти от польской графической системы вместо польской буквы ż предлагается чешская ž, вместо польской ó — чешская ů. Также в данных типах силезской орфографии не используются польские буквы ą, ę и ł, но в случае, если для силезских звуков нет чешских графем, их заимствуют в польской графике, например, буквы ć, ś, ź. Изменяются также правила письма. Мягкость согласных, в частности, передаётся двумя способами — как će, śe (вместо польских cie, sie), либо как bje, pje (вместо польских bie, pie). Примером может служить фрагмент переписки в обсуждениях Силезской Википедии: «Ńy wjyš, jako škryflać we ślůnskij godce? Pofiluj nojpřůd na zasady šrajbůngu…».
Ещё один проект силезского письма, ориентирующийся на чешскую графику, имеет локальный характер — он предлагается для жителей Чешинской Силезии. В данной системе письма отмечается некоторое отступление от принципа обозначать все звуки монографами, мягкость согласных обозначается помимо прочего при помощи чешской буквы ě (cě, dzě, ně, sě, zě, но ći, dźi, ńi, śi, źi), вводится дополнительный знак é для гласной [ɘ], вместо графемы w используется v (хотя w сохраняется в некоторых заимствованиях). Пример с сайта создателя данной орфографии: «Ojcĕc naš kěryś je v nĕbĕ bydź pośvjyncone mjano Tvoji. Přyidź królevstvo Tvoji…» «Zdrovoś Maryja, lasky pełna, Pón s tebóm, požegnanoś je miyndzy babami a požegnany plod žyvota tvojigo, Jezus…».
Чешинско-силезский алфавит:
| A a   | B b   | C c | Ć ć | Č č | D d | Dz dz |
| Dź dź | Dž dž | E e | É é | Ě ě | F f | G g   |
| H h   | Ch ch | I i | J j | K k | L l | Ł ł   |
| M m   | N n   | Ń ń | O o | Ó ó | P p | R r   |
| Ř ř   | S s   | Ś ś | Š š | T t | U u | V v   |
| W w   | X x   | Y y | Z z | Ź ź | Ż ż |       |

Системы письменности, принципом которых провозглашается разрыв с традиционными письменными системами, распространёнными в настоящее время в Силезии, З. Грень характеризует как «неудачные», которые «трудно усвоить и принять даже самим силезцам». Нередко в таких системах письма нарушается принцип исторической преемственности. Примером является созданный в 1994 году в США Тедом Ечаликом так называемый тадзиковы мустер (tadzikowy muster), один из первых проектов силезской орфографии. Он включает 26 букв английского алфавита, дополненных знаками c', ci, l', n', ni, oo, rz, s', si, z', zi, dz, dz', dzi, drz. Для обозначения шипящих мягкого среднеязычного ряда применяются апострофы (c', dz', s', z') или знак i, показывающий смягчение (ci, dzi, si, zi). Также апострофом передаётся мягкость n — n'. На месте польской носовой ą выступает сочетание oom, на месте ę в зависимости от позиции возможны ym, yn, oon, a, e. Вместо польской ó выступает сочетание oo, на месте польского диграфа ch — графема h, на месте польской ł — сочетание uo. Диграф rz выступает на месте не только континуанта мягкой r, но и на месте ż. Пример с сайта создателя данной орфографии: «Jynzyk s’loonski to sprawa, jako mie bardzo mocno interesuje, morze nawet jes to moja obsesjo…» «Drowos' Maryjo, uoaskoow peuno, uojciec z toboom, buogosuawioono rzes' je miyndzy babami i buogosuawioony je uowoc rzywota twojigo — Jezus…».
Алфавит Теда Ечалика:
| A a   | B b     | C c     | C' c' | Cz cz | D d |
| Dz dz | Dz' dz' | Drz drz | E e   | F f   | G g |
| H h   | I i     | J j     | K k   | L l   | M m |
| N n   | N' N'   | O o     | Oo oo | P p   | R r |
| Rz rz | S s     | S' s'   | Sz sz | T t   | U u |
| W w   | Y y     | Z z     | Z' z' |       |     |

Для сторонников сохранения культурной самобытности Силезии, считающих силезский региональной разновидностью польского языка и не отделяющих силезцев от польского народа и польского государства, характерно использование на письме знаков, не выходящих за рамки существующего польского алфавита. Создание системы письма для них является проблемой исключительно практического характера. В таких орфографических системах присутствуют как графемы с диакритикой типа ć, ś, ź, так и диграфы типа cz, sz, rz. Часто такие приёмы записи силезских текстов, называемые полуфонетическим письмом, схожи с приёмами записи, которые используют в своих работах польские диалектологи. Полуфонетическое письмо нередко представлено в текстах авторов из Чешинской Силезии (не только из польской части территории этого региона, но и из чешской части среди лиц с польской идентичностью). Как правило, это фольклорные тексты, записи краеведческого характера, региональная поэзия и проза. Данные тексты чаще всего размещены на сайтах организаций, сообществ или лиц, не проявляющих сепаратистских настроений, или на сайтах, вообще никак не связанных с политикой и идеологией (в том числе на сайтах интернет-магазинов Achim Godej и Gryfnie). Пример текста: «Jo se myślym, że my sóm fakt w głównej mierze Ślónzozy. Oto żech był w Ustroniu, tam żech na chwile mówił z dyrektorkóm tamtejszego muzea…»
В некоторых текстах, близких к полуфонетическому письму, применяется графика без диакритических знаков (как предполагает З. Грень, по техническим причинам или из-за небрежности). В частности, в текстах из Чешского Заользья знаки для шипящих мягкого среднеязычного ряда заменяются знаками шипящих твёрдого переднеязычного ряда. Примеры текста: «Coby zawsze swiyzo kasa do utrzasniyncio bola… tsza bylo do chalpy nazot jechac..nimo s kim said piszecz. Tak ludzie piszcze czejszcz…».
Разновидностью полуфонетической орфографии можно назвать системы письма, в которых вводятся специальные знаки для передачи особых силезских звуков, отсутствующих в польском литературном языке. Например, для обозначения дифтонга [ou̯] вводится графема ô. В некоторых текстах ô пишется на месте польской ó, а ú — на месте польской ł. Пример текста: «Mo̱j ołpa Aleks mioł z mojo̱ng ołmo̱ng…siedmioro dzieci ale śtyrech po̱marło…» «Ślónzôków tukej już mjyszkô mało»
Часть умеренных сторонников сохранения культурной самобытности Силезии использует для записи родной речи только чешский алфавит. Это касается текстов, создаваемых некоторыми авторами из чешского Заользья. Причиной использования только чешского алфавита (который не может передать, например, звуки шипящих мягкого среднеязычного ряда [ć], [dź], [ś], [ź]) является сильное влияние образования на чешском языке, гуральская или гуральская, сопряжённая с чешской, этническая идентичность, а также просто отсутствие возможности использовать другую клавиатуру, кроме чешской. Пример текста: «Cesc ludzie, nimum polskum klavesnicym, ale isto tu coši zmašcim, nima możne…jak še všecy moče, isto dobře…» «Zdrovim všecki goroly, pyty nepišče po polski, nedo še to čitač…to nima po našimu, to jynym moceče coši po polski…Pišče tak jak mouviče…»
Особой разновидностью силезской системы письма является так называемое фонетические письмо (иногда называемое также полуфонетическим), включающее 32 буквы (первоначально с помощью этого алфавита записывались статьи в Силезской Википедии):
| A a | B b | C c | Ć ć | Č č | D d | E e | F f |
| G g | H h | I i | J j | K k | L l | M m | N n |
| Ń ń | O o | P p | R r | Ř ř | S s | Ś ś | Š š |
| T t | U u | Ů ů | W w | Y y | Z z | Ź ź | Ż ż |

### Орфография Феликса Штойера
Относительно широкое распространение среди силезцев получила орфографическая система, созданная в межвоенный период силезским языковедом Ф. Штойером.
| A a | B b | C c | Ć ć | D d | E e |
| F f | G g | H h | I i | J j | K k |
| L l | Ł ł | M m | N n | Ń ń | O o |
| P p | R r | S s | Ś ś | T t | U u |
| Ů ů | W w | Y y | Z z | Ź ź | Ż ż |

### Орфография Pro Loquela Silesiana
Новейшей системой письма стала орфография, разработанная по инициативе Общества культивирования и продвижения силезской речи Pro Loquela Silesiana. Алфавит этой системы включает 34 буквы:
| A a | Ã ã | B b | C c | Ć ć | D d | E e |
| F f | G g | H h | I i | J j | K k | L l |
| Ł ł | M m | N n | Ń ń | O o | Ŏ ŏ | Ō ō |
| Ô ô | Õ õ | P p | R r | S s | Ś ś | T t |
| U u | W w | Y y | Z z | Ź ź | Ż ż |     |

### Сравнение алфавитов
Таблица с графемами, которые дополнительно введены в алфавите Pro Loquela Silesiana (отсутствующими в польской графике), и их соответствиями в других наиболее распространённых силезских алфавитах:
| обозначаемая фонема                          | графема в алфавитах                       | графема в алфавитах    | графема в алфавитах  | графема в алфавитах     | графема в алфавитах |
| обозначаемая фонема                          | Pro Loquela Silesiana («азбучное письмо») | Danga (первый алфавит) | фонетический алфавит | алфавит Феликса Штойера | алфавит Ежи Ечалика |
| -------------------------------------------- | ----------------------------------------- | ---------------------- | -------------------- | ----------------------- | ------------------- |
| начальная гласная o                          | Ô ô                                       | Ò ò                    | Uo uo                | Uo uo Uů uů             | Uo uo               |
| континуант древнепольской суженной гласной ó | Ō ō                                       | Ó ó                    | Ů ů                  | Ů ů                     | Oo oo               |
| континуант древнепольской суженной гласной á | Ŏ ŏ                                       | Ô ô                    | O o                  | Au au Ou ou             | O o                 |
| континуант носовой гласной переднего ряда    | Ã ã                                       | Ã ã                    | O o                  | O o                     | O o                 |
| континуант носовой гласной заднего ряда      | Õ õ                                       | Õ õ                    | O o                  | O o                     | O o                 |